# Andreas Langer (Fußballspieler)
Andreas Langer (* 30. März 1960) ist ein deutscher ehemaliger Fußballspieler. In den 1970er- und 1980er-Jahren spielte er in Zwickau und Aue in der DDR-Oberliga, der höchsten Liga im DDR-Fußball.

## Sportliche Laufbahn

### Zwickau
Als Zehnjähriger begann Andreas Langer bei der Betriebssportgemeinschaft (BSG) Sachsenring Zwickau organisiert Fußball zu spielen. Erste Spiele im Männerbereich bestritt er ab 1976 in der Nachwuchsoberliga. Zur Saison 1978/79 wurde er in den Kader der Oberligamannschaft aufgenommen. Das erste Oberligaspiel bestritt Langer am 12. Spieltag, als er in der 62. Minute für den Mittelfeldspieler Ludwig Blank eingewechselt wurde. Nach einem weiteren Einwechselspiel stand Langer in der Saisonrückrunde in neun Begegnungen als Mittelfeldspieler in der Startelf. Nach sieben Einsätzen mit immerwährenden Aussetzern in der Hinrunde 1979/80 fand Trainer Peter Henschel in der Rückrunde für Langer endlich einen Stammplatz als Mittelstürmer, sodass Langer schließlich noch auf 20 Oberligaeinsätze kam und dabei drei Tore erzielen konnte. Auch 1980/81 startete er in der Hinrunde verhalten, bis er in der Rückrunde seinen Platz als Mittelstürmer behaupten konnte. Er erzielte sieben Tore, mit denen er Torschützenkönig der Zwickauer wurde. Nachdem Langer mit 19 Einsätzen und zwei Toren auch 1981/82 als Mittelstürmer gesetzt war, schickte Trainer Manfred Kupferschmied ihn 1982/83 nach anfänglich sieben Spielen auf unterschiedlichen Positionen schließlich in die Abwehr, wo er bis auf eine Partie durchspielte und mit 25 Begegnungen seine beste Oberligaquote erreichte.
Sachsenring Zwickau musste jedoch nach dieser Saison in die DDR-Liga absteigen. Im ersten Anlauf zum Wiederaufstieg scheiterte die Mannschaft in der Aufstiegsrunde. Langer spielte zunächst wieder in der Abwehr, wurde aber in den letzten sieben Ligaspielen wieder als Stürmer eingesetzt. Sowohl bei den 22 Punktspielen wie auch in der Aufstiegsrunde fehlte er jeweils einmal. Mit 16 Treffern wurde er erneut Torschützenkönig der BSG Sachsenring. 1984/85 wurden in der DDR-Liga nach einer Staffelreduzierung 34 Punktspiele ausgetragen. Wie schon früher startete Langer mit nur zehn Ligaeinsätzen bei 17 Runden schwer, ehe er in der Rückrunde wieder als Abwehrspieler noch 16 Spiele absolvierte (drei Tore). Zwickau wurde erneut Staffelsieger und konnte unmittelbar in die Oberliga aufsteigen. Dem Aufstieg folgte 1985/86 der sofortige Wiederabstieg. Langer bestritt wieder zwei unterschiedliche Saisonrunden: In der Hinrunde war er wie zuvor wieder Abwehrspieler, in der Rückrunde stand er hingegen im Mittelfeld bzw. im Sturm. Erneut schoss er drei Tore.

### Aue
Nach der abermaligen Enttäuschung verließ Andreas Langer die BSG Sachsenring und wechselte zur Spielzeit 1986/87 zum benachbarten Oberligisten BSG Wismut Aue. In neun Spielen als Mittelfeldspieler eingesetzt, wurde Langer im November 1986 für 18 Monate zum Wehrdienst in der Nationalen Volksarmee eingezogen. Nach seiner Rückkehr absolvierte er in der Saison 1987/88 noch zwei Oberligaspiele als Einwechsler in den beiden letzten Punktspielen. 1988/89 war Langer bei Wismut wieder Stammspieler, hatte jedoch keine Stammposition, wurde auf allen drei Spielebenen aufgeboten und kam dabei zu vier Toren. Nach acht Oberligaeinsätzen zu Beginn der Saison 1989/90 musste Andreas Langer verletzungsbedingt seine Laufbahn als Fußballer im Leistungssport beenden. Er kam später noch in der Reserveelf der Auer zum Einsatz.
In seinem Heimatort Mülsen St. Niclas engagierte er sich weiter im Fußball, unter anderem als Trainer sowohl im Männer- als auch im Nachwuchsbereich.